# Narodni park Ranomafana
Narodni park Ranomafana je narodni park na jugovzhodu Madagaskarja, v regijah Haute Matsiatra in Vatovavy. Ustanovljen je bil kot četrti narodni park na Madagaskarju leta 1991 po ponovnem odkritju velikega bambusovega lemurja (Hapalemur simus) in odkritja zlatega bambusovega lemurja (Hapalemur aureus) s strani primatologinje dr. Patricie Wright.
Park ščiti več kot 41.600 hektarjev tropskega deževnega gozda na nadmorski višini od 800 do 1200 m in je dom številnim redkim vrstam rastlin in živali. Kasneje je bil vključen na Unescov seznam svetovne dediščine kot Deževni gozdovi Atsinanane. Raziskovalna postaja Centre ValBio meji na park in jo je leta 2003 ustanovila Univerza Stony Brook za raziskave biotske raznovrstnosti, zdravje in izobraževanje skupnosti, okoljske umetnosti in pogozdovanje.
Ime parka izhaja iz malgaških besed rano mafana ('vroča voda') zaradi vročih vrelcev v bližnjem mestu Ranomafana.

## Rastlinstvo in živalstvo
Razpon nadmorskih višin v parku povzroča različne vrste gozdov, vključno z nižinskim deževnim gozdom in oblačnim gozdom. Ti gozdovi podpirajo visoko stopnjo biotske raznovrstnosti. V parku živi 90 vrst metuljev, 112 vrst žab, 22 vrst kuščarjev, 22 vrst kač in 118 vrst ptic, od katerih jih je 30 endemičnih za park. Pomembne ptice so mlečni valjarji (	Brachypteraciidae), Madagaskarska modra vanga (Cyanolanius madagascarinus), Kratkonogi talni valjar (Brachypteracias leptosomus) in rjavi mezit (Mesitornis unicolor).
| Čas videnja | Vrsta |
| ----------- | --- |
| Podnevi     | Zlati bambusov lemur, Prolemur aureus Veliki bambusov lemur, Prolemur simus Milne-Edwardsova sifaka, Propithecus edwardsi Črno-beli lemur, Varecia variegata editorum Sivi bambusov lemur, Hapalemur griseus ranomafanensis Rdečetrebušni lemur, Eulemur rubriventer Rdečečeli lemur, Eulemur rufifrons |
| Ponoči      | Madagaskarski dolgoprstež, Daubentonia madagascariensis Rjavi mišji lemur, Microcebus rufus Crossleyev pritlikavi lemur, Cheirogaleus crossleyi Peyrierasov volnati lemur, Avahi peyrierasi Sibrejev pritlikavi lemur, Cheirogaleus sibreei Športni lemur z majhnimi zobmi, Lepilemur microdon          |

## Znanstvene raziskave
Obstajajo štiri glavne lokacije za znanstvene raziskave. Talatakely je nekaj hoje oddaljen od centra ValBio in je dostopen tudi turistom s ceste 25. Talatakely je mesto prvotnega raziskovalnega tabora in je ena redkih lokacij v parku, kjer je mogoče videti velikega bambusovega lemurja (Prolemur simus). Tri preostala raziskovalna mesta (Vatoharanana, Valohoaka in Mangevo) vzdržujejo prostore za taborišča v naravi. Poleg teh glavnih mest so raziskave potekale po celotnem parku.

## Turizem
Kot pri vseh narodnih parkih na Madagaskarju je za obiskovalce, ki vstopijo v park, potreben lokalni vodnik. Ima sedem pohodniških poti, ki se razlikujejo po dolžini od 10 do 20 km in ponujajo priložnosti za opazovanje ptic, lemurjev in slapov.
Talatakely ima dobro opredeljene poti in stopnice, čeprav je treba nositi čvrste čevlje, saj je pot lahko spolzka, ko je mokra. V centru ValBio se za izlete lahko dogovorite za strokovne vodnike.
Dogovorite se lahko tudi za vožnjo s kajakom ali kanujem, v Ranomafani pa najdete bazen z vročimi vrelci.